# معتمدية قلعة الأندلس
معتمدية قلعة الأندلس إحدى معتمديات الجمهورية التونسية، تابعة لولاية أريانة.

### مواضيع ذات علاقة
- ولاية أريانة.